# Яхнівка (Ніжинський район)

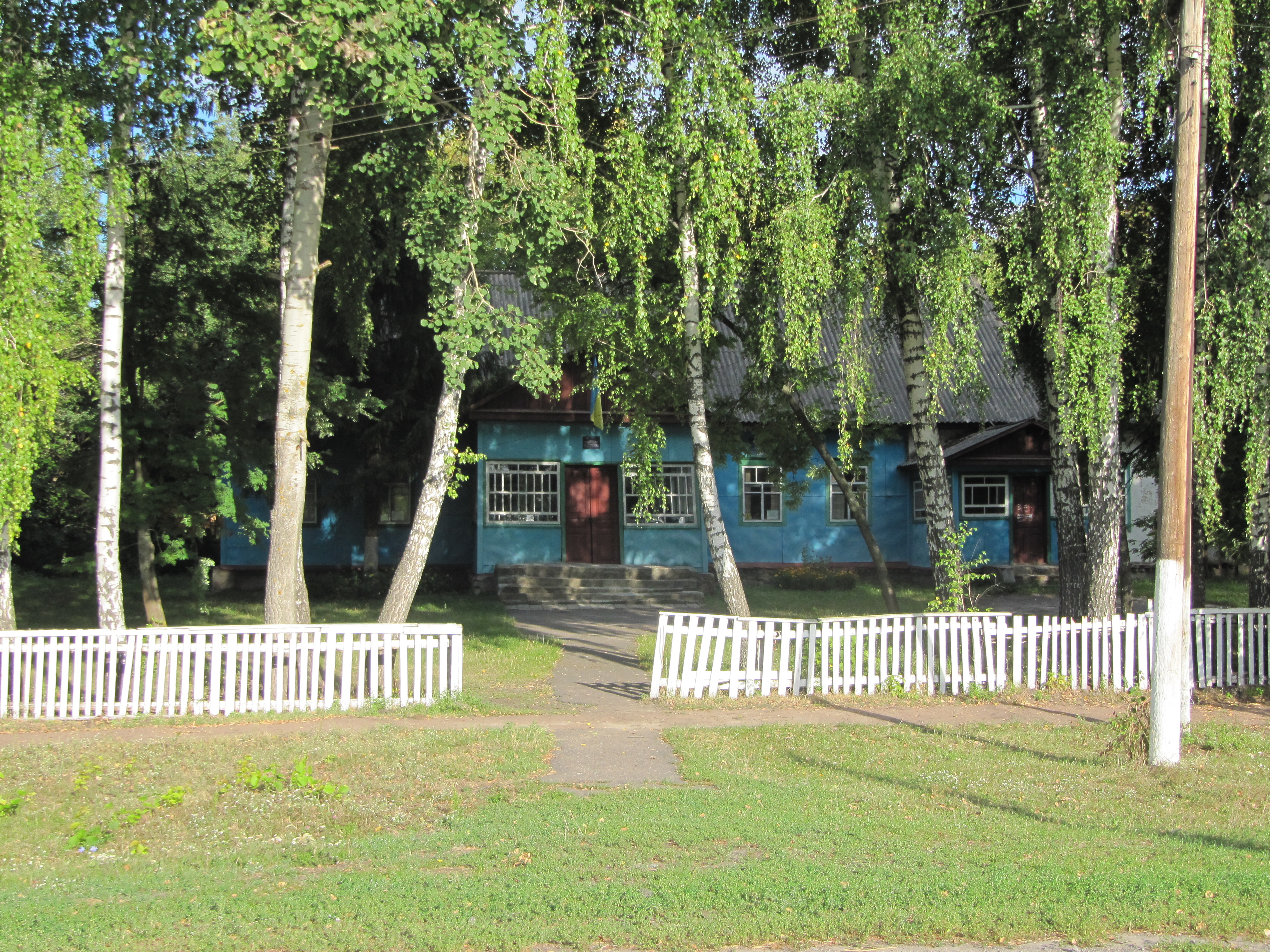
Клуб

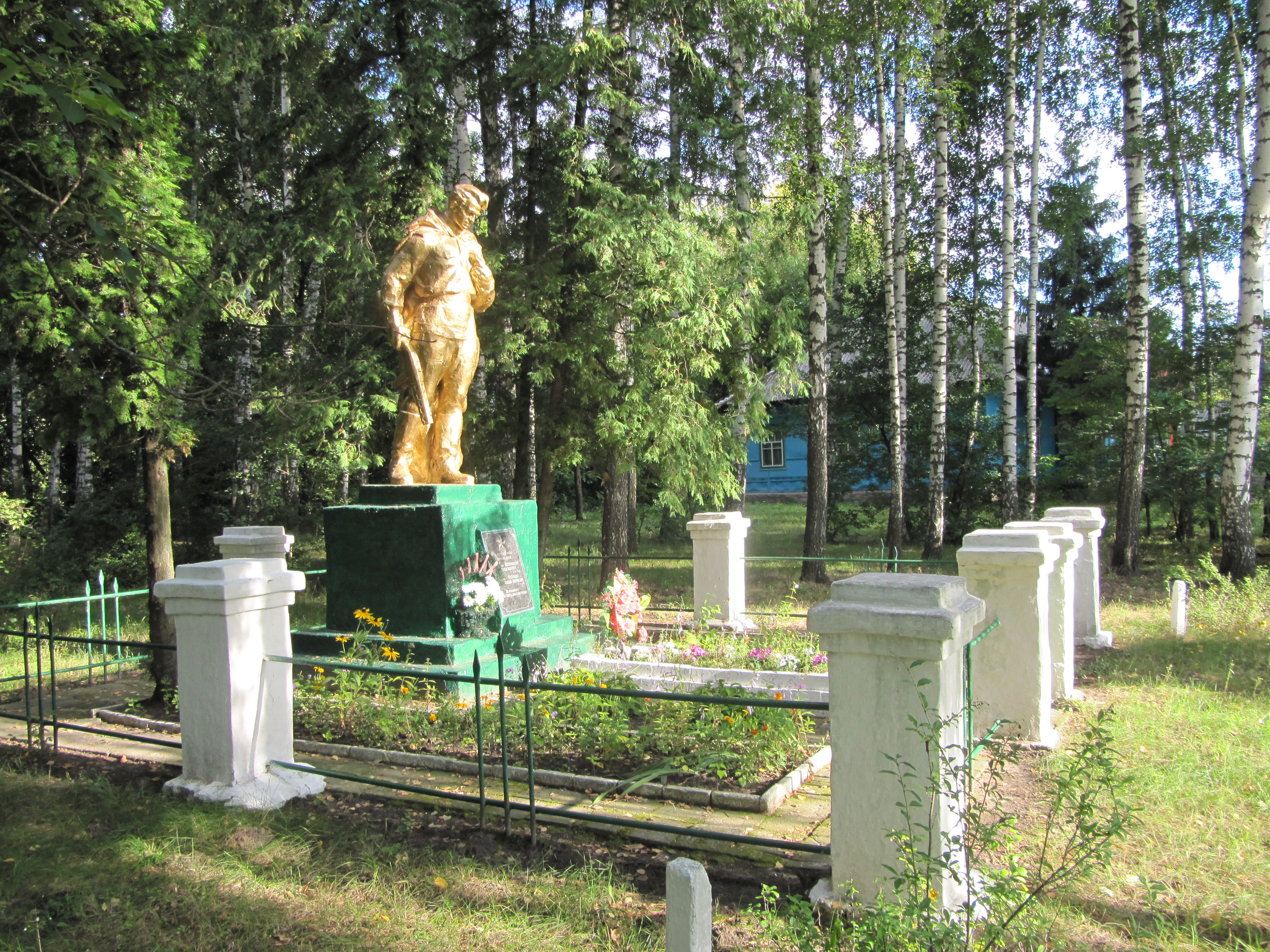
Пам'ятник

Яхні́вка — село в Україні, в Ніжинському районі Чернігівської області. Населення становить 348 осіб. Входить до складу Лосинівської селищної громади.

## Історія
Cтаном на 1869 рік - хутір Яхновшина.
12 червня 2020 року, відповідно до розпорядження Кабінету Міністрів України № 730-р «Про визначення адміністративних центрів та затвердження територій територіальних громад Чернігівської області», увійшло до складу Лосинівської селищної громади.
19 липня 2020 року, в результаті адміністративно-територіальної реформи та ліквідації Ніжинського(1923 - 2020) району, увійшло до складу новоутвореного Ніжинського району.

## Населення

### Мова
Розподіл населення за рідною мовою за даними перепису 2001 року:
| Мова       | Кількість | Відсоток |
| ---------- | --------- | -------- |
| українська | 345       | 99.14%   |
| російська  | 3         | 0.86%    |
| Усього     | 348       | 100%     |